# Unterseeboot 1016
L'Unterseeboot 1016 ou U-1016 est un sous-marin allemand (U-Boot) de type VIIC/41 utilisé par la Kriegsmarine pendant la Seconde Guerre mondiale.
Le sous-marin est commandé le 23 mars 1942 à Hambourg (Blohm + Voss), sa quille posée le 2 avril 1943, il fut lancé le 8 février 1944 et mis en service le 4 avril 1944, sous le commandement de l'Oberleutnant zur See Walther Erhardt.
L'U-1016 ne coule, ni n'endommage de navire, n'ayant pris part à aucune patrouille de guerre.
Il coule en mai 1945.

## Conception
Unterseeboot type VII, l'U-1016 avait un déplacement de 769 tonnes en surface et 871 tonnes en plongée. Il avait une longueur hors-tout de 67,10 m, un maître-bau de 6,20 m, une hauteur de 9,60 m et un tirant d'eau de 4,74 m. Le sous-marin était propulsé par deux hélices de 1,23 m, deux moteurs diesel Germaniawerft M6V 40/46 de 6 cylindres en ligne de 1 400 cv à 470 tr/min, produisant un total de 2 060 à 2 350 kW en surface et de deux moteurs électriques Brown, Boveri & Cie GG UB 720/8 de 375 cv à 295 tr/min, produisant un total 550 kW, en plongée. Le sous-marin avait une vitesse en surface de 17,7 nœuds (32,8 km/h) et une vitesse de 7,6 nœuds (14,1 km/h) en plongée. Immergé, il avait un rayon d'action de 80 milles marins (150 km) à 4 nœuds (7,4 km/h; 4,6 milles par heure) et pouvait atteindre une profondeur de 230 m. En surface son rayon d'action était de 8 500 milles nautiques (soit 15 700 km) à 10 nœuds (19 km/h).
L'U-1016 était équipé de cinq tubes lance-torpilles de 53,3 cm (quatre montés à l'avant et un à l'arrière) et embarquait quatorze torpilles. Il était équipé d'un canon de 8,8 cm SK C/35 (220 coups), d'un canon antiaérien de 20 mm Flak et d'un canon 37 mm Flak M/42 qui tire à 15 350 mètres avec une cadence théorique de 50 coups par minute. Il pouvait transporter 26 mines TMA ou 39 mines TMB. Son équipage comprenait 4 officiers et 40 à 56 sous-mariniers.

## Historique
Il suit sa période d'entraînement à la 31. Unterseebootsflottille jusqu'à son sabordage.
Étant toujours en formation à la fin de la guerre, il n’a jamais pris part à une patrouille ni à un combat.
L'U-1016 est sabordé dans la baie de Gelting à la position géographique 54° 11′ 50″ N, 11° 20′ 50″ O, par son équipage le 5 mai 1945 répondant à l’ordre donné par l’Amiral Dönitz.
L'épave est renflouée après la guerre, puis démolie.

## Affectations
- 31. Unterseebootsflottille du 4 avril 1944 au 5 mai 1945 (Période de formation).

## Commandement
- Oberleutnant zur See Walther Erhardt du 4 avril 1944 au 5 mai 1945.